# ムイスカ人
ムイスカ人、またはチブチャ人は、コロンビアの先住民族。現在はコロンビアの首都となっているボゴタの周辺に住む。2005年の国勢調査では14,051人ほどだった。

## 言語
現在ではスペイン語を話すが、過去にはチブチャ語を話していた。しかし18世紀には死語になった。現在では地名などにその影響が残っている。

### 文字
ムイスカ数字を使い独自のカレンダーを使っていた。

## 文化

### スポーツ
ムイスカ人は儀式の一部として特定のスポーツをもっていた。現在でもコロンビア国技であるペタンクのようなテホという競技はコロンビア国内でも人気で、テホの銅像や、テホを使った広告など至る所でテホを見かけることが出来る。

### 芸術
ムイスカ人の芸術として、高度な技術によってつくられた金細工が有名である。その多くの黄金製品は、ボゴタの黄金博物館などで見ることができる。それらの黄金製品はアマゾンの奥地に黄金郷が存在するというエル・ドラード伝説となった。

### 料理
ムイスカ料理は、モルモットやキヌア、トウモロコシといった食材を使用し、特にトウモロコシは重要な食材で、トウモロコシを表す単語が多く存在する。地面に座り、葉の上の料理を手で食べていた。アルコール飲料としてはチチャがある。

### 建築
インカ帝国やマヤ文明と違い、石造りではなく、粘土や木材で家や寺院が建設された。

### ミイラ
ムイスカ人はミイラを作る文化を持っていた。火と煙で乾燥させ、加工したあと、エメラルドを口に入れ、布に包まれた。ムイスカ人たちは儀式の間、歌を歌い、チチャを飲んだ。来世を信じる彼らは豆やトウモロコシ、黄金製品を一緒に埋葬した。

### 音楽
ムイスカ音楽は宗教的な意味で演奏されオカリナや太鼓を使用した。スペイン人には、悲しく、単調な音楽と記録されている。踊りは男女混合で踊った。

## 歴史

### 先史時代からエレーラ期
先史時代からエレーラ期の遺跡、エル・アブラ遺跡が発見されている。この遺跡は砂岩でできた狩猟採取文化の遺跡で、ペトログリフが発見されている。

### ムイスカ連邦
1450年から1540年頃まで、この地域はムイスカ連邦が統治していた。この連合に絶対的な君主は存在しなかった。このムイスカの伝統宗教を信仰し、現在のトゥンハとボゴタを首都とした緩やかな連合はスペイン人により滅ぼされ、流行病でムイスカ人は減少した。

## 宗教
ムイスカ人はカトリックやムイスカ人の伝統宗教を信仰している。ムイスカの支配者は、政治的な支配者でありながら、宗教指導者でもあった。コカやタバコなどを、儀式に使用し、砕いた種子を吸い込むための、装飾された金色のプレートなどの、道具を使用した。人身御供は珍しいことではなかった。

### 神
- チミニガグア - 光と地球をつくった。
- チア - 月の女神。生殖能力を司る。
- スア - 日の神、チアの妻。
- バチュエ - 母の女神。イグアケ湖から現れた、全てのムイスカの祖先。
- ボチカ - チミニガグアの使者とムイスカの神聖な教師。
- ウイタカ - 欲望、幸福や喜びの女神。チアの娘。ボチカの罰のため、白いフクロウに変形された。
- チブチャクム - 雨、雷と地震の神。一般的に商人や働いてる人を保護する。
- クフザフィバ - 虹と医薬の神。ボチカがテケンダマ滝を作成した時に生まれた、病人と妊婦を保護する。
- チャケン - スポーツ、限界と不妊の神。テホの生みの親。巡礼者と兵士を保護する。
- ネンカタコア - 芸術と踊りの神。金の服を着て、キツネやクマの姿で表された。職工を保護する。
- グアハイオケ - 恐怖と死の神。悪魔の姿で姿で表される。
- スアティバ - 不幸と悪の神。

### 聖地
- イグアケ湖 - ムイスカの宗教での、人類発祥の地。
- グアタビータ湖 - 土地の首長が金箔を全身に塗り儀式を行っていた。近隣で金製品が出土している。
- テケンダマ滝
- エル・インフィエルニト
- サン・テンプル - 木材、粘土、葦でできた寺院。スーを称えるために建てられた。スペインの征服時に放棄され、そのあと破壊されたが、復興した。